# Nyabiraba
Nyabiraba è un comune del Burundi situato nella provincia di Bujumbura Rurale con 50.554 abitanti (censimento 2008).

## Geografia antropica

### Suddivisioni amministrative
Il comune è suddiviso in 14 colline.